# NGC 7289
NGC 7289 је лентикуларна галаксија у сазвежђу Јужна риба која се налази на NGC листи објеката дубоког неба.
Деклинација објекта је - 35° 28' 19" а ректасцензија 22h 29m 20,1s. Привидна величина (магнитуда) објекта NGC 7289 износи 13,2 а фотографска магнитуда 14,2. NGC 7289 је још познат и под ознакама ESO 405-23, MCG -6-49-6, PGC 68980.